# Eleições legislativas de 2011 em Gondomar

## Resultados Oficiais
| Partido                 | Partido                               | Votos   | %               | +/-   |
| ----------------------- | ------------------------------------- | ------- | --------------- | ----- |
|                         | Partido Social Democrata              | 31 413  | 35,20 / 100,00  | 9,48  |
|                         | Partido Socialista                    | 28 570  | 32,01 / 100,00  | 8,92  |
|                         | Coligação Democrática Unitária        | 8 309   | 9,31 / 100,00   | 0,88  |
|                         | CDS – Partido Popular                 | 7 915   | 8,87 / 100,00   | 0,50  |
|                         | Bloco de Esquerda                     | 5 398   | 6,05 / 100,00   | 4,81  |
|                         | PCTP/MRPP                             | 1 141   | 1,28 / 100,00   | 0,38  |
|                         | Partido pelos Animais e pela Natureza | 922     | 1,03 / 100,00   | Novo  |
|                         | Outros                                | 1 766   | 1,99 / 100,00   |       |
| Votos Inválidos         | Votos Inválidos                       | 3 810   | 4,27 / 100,00   | 1,11  |
| Total                   | Total                                 | 89 244  | 100,00 / 100,00 |       |
| Eleitorado/Participação | Eleitorado/Participação               | 142 374 | 62,68 / 100,00  | 2,53  |
| Ref.                    | Ref.                                  | [ 1 ]   | [ 1 ]           | [ 1 ] |

## Resultados por Freguesia
Os resultados seguintes referem-se aos partidos que obtiveram mais de 1,00% dos votos:
| Freguesia            | %     | %     | %     | %     | %    | %    | %    | Votantes |
| Freguesia            | PSD   | PS    | CDU   | CDS   | BE   | PCTP | PAN  | Votantes |
| -------------------- | ----- | ----- | ----- | ----- | ---- | ---- | ---- | -------- |
| Baguim do Monte      | 36,51 | 31,55 | 7,32  | 10,02 | 5,71 | 1,18 | 0,94 | 7 515    |
| Covelo               | 34,97 | 35,76 | 6,39  | 8,25  | 4,32 | 1,38 | 0,98 | 1 018    |
| Fânzeres             | 33,01 | 32,77 | 10,08 | 8,78  | 7,14 | 1,53 | 0,87 | 11 168   |
| Foz do Sousa         | 41,41 | 32,06 | 5,85  | 8,35  | 3,64 | 1,11 | 0,88 | 3 521    |
| Gondomar - São Cosme | 40,33 | 27,20 | 7,00  | 10,34 | 5,96 | 1,08 | 1,18 | 14 841   |
| Jovim                | 37,49 | 34,69 | 6,83  | 7,24  | 5,49 | 0,93 | 0,99 | 3 644    |
| Lomba                | 36,75 | 37,14 | 4,94  | 6,62  | 4,94 | 2,34 | 0,91 | 770      |
| Medas                | 34,75 | 39,67 | 7,95  | 6,21  | 3,10 | 1,67 | 1,14 | 1 321    |
| Melres               | 33,64 | 39,49 | 6,00  | 8,35  | 3,21 | 1,15 | 0,77 | 2 084    |
| Rio Tinto            | 35,93 | 31,20 | 8,91  | 9,25  | 6,63 | 1,08 | 1,20 | 26 877   |
| São Pedro da Cova    | 25,96 | 35,16 | 19,03 | 6,59  | 4,99 | 1,85 | 0,59 | 8 182    |
| Valbom               | 31,23 | 34,32 | 10,27 | 8,11  | 6,97 | 1,54 | 1,12 | 8 303    |
| Gondomar             | 35,20 | 32,01 | 9,31  | 8,87  | 6,05 | 1,28 | 1,03 | 89 244   |

#### Baguim do Monte
| Partido                 | Partido                        | Votos  | %               | +/-   |
| ----------------------- | ------------------------------ | ------ | --------------- | ----- |
|                         | Partido Social Democrata       | 2 744  | 36,51 / 100,00  | 10,62 |
|                         | Partido Socialista             | 2 371  | 31,55 / 100,00  | 9,24  |
|                         | CDS – Partido Popular          | 753    | 10,02 / 100,00  | 0,14  |
|                         | Coligação Democrática Unitária | 550    | 7,32 / 100,00   | 0,52  |
|                         | Bloco de Esquerda              | 429    | 5,71 / 100,00   | 5,37  |
|                         | PCTP/MRPP                      | 89     | 1,18 / 100,00   | 0,56  |
|                         | Outros                         | 240    | 3,18 / 100,00   |       |
| Votos Inválidos         | Votos Inválidos                | 339    | 4,51 / 100,00   | 1,12  |
| Total                   | Total                          | 7 515  | 100,00 / 100,00 |       |
| Eleitorado/Participação | Eleitorado/Participação        | 11 840 | 63,47 / 100,00  | 1,99  |

#### Covelo
| Partido                 | Partido                        | Votos | %               | +/-  |
| ----------------------- | ------------------------------ | ----- | --------------- | ---- |
|                         | Partido Socialista             | 364   | 35,76 / 100,00  | 8,40 |
|                         | Partido Social Democrata       | 356   | 34,97 / 100,00  | 7,58 |
|                         | CDS – Partido Popular          | 84    | 8,25 / 100,00   | 0,22 |
|                         | Coligação Democrática Unitária | 65    | 6,39 / 100,00   | 1,04 |
|                         | Bloco de Esquerda              | 44    | 4,32 / 100,00   | 3,44 |
|                         | PCTP/MRPP                      | 14    | 1,38 / 100,00   | 0,31 |
|                         | Outros                         | 36    | 3,55 / 100,00   |      |
| Votos Inválidos         | Votos Inválidos                | 55    | 5,41 / 100,00   | 0,86 |
| Total                   | Total                          | 1 018 | 100,00 / 100,00 |      |
| Eleitorado/Participação | Eleitorado/Participação        | 1 487 | 68,46 / 100,00  | 5,88 |

#### Fânzeres
| Partido                 | Partido                        | Votos  | %               | +/-  |
| ----------------------- | ------------------------------ | ------ | --------------- | ---- |
|                         | Partido Social Democrata       | 3 687  | 33,01 / 100,00  | 8,84 |
|                         | Partido Socialista             | 3 660  | 32,77 / 100,00  | 9,64 |
|                         | Coligação Democrática Unitária | 1 126  | 10,08 / 100,00  | 1,44 |
|                         | CDS – Partido Popular          | 980    | 8,78 / 100,00   | 0,81 |
|                         | Bloco de Esquerda              | 797    | 7,14 / 100,00   | 4,24 |
|                         | PCTP/MRPP                      | 171    | 1,53 / 100,00   | 0,48 |
|                         | Outros                         | 313    | 2,80 / 100,00   |      |
| Votos Inválidos         | Votos Inválidos                | 434    | 3,88 / 100,00   | 1,15 |
| Total                   | Total                          | 11 168 | 100,00 / 100,00 |      |
| Eleitorado/Participação | Eleitorado/Participação        | 18 116 | 61,65 / 100,00  | 2,26 |

#### Foz do Sousa
| Partido                 | Partido                        | Votos | %               | +/-  |
| ----------------------- | ------------------------------ | ----- | --------------- | ---- |
|                         | Partido Social Democrata       | 1 458 | 41,41 / 100,00  | 9,32 |
|                         | Partido Socialista             | 1 129 | 32,06 / 100,00  | 8,05 |
|                         | CDS – Partido Popular          | 294   | 8,35 / 100,00   | 0,07 |
|                         | Coligação Democrática Unitária | 206   | 5,85 / 100,00   | 1,24 |
|                         | Bloco de Esquerda              | 128   | 3,64 / 100,00   | 5,13 |
|                         | PCTP/MRPP                      | 39    | 1,11 / 100,00   | 0,51 |
|                         | Outros                         | 95    | 2,71 / 100,00   |      |
| Votos Inválidos         | Votos Inválidos                | 172   | 4,88 / 100,00   | 1,23 |
| Total                   | Total                          | 3 521 | 100,00 / 100,00 |      |
| Eleitorado/Participação | Eleitorado/Participação        | 5 471 | 64,36 / 100,00  | 5,22 |

#### Gondomar (São Cosme)
| Partido                 | Partido                               | Votos  | %               | +/-   |
| ----------------------- | ------------------------------------- | ------ | --------------- | ----- |
|                         | Partido Social Democrata              | 5 985  | 40,33 / 100,00  | 10,11 |
|                         | Partido Socialista                    | 4 037  | 27,20 / 100,00  | 9,39  |
|                         | CDS – Partido Popular                 | 1 535  | 10,34 / 100,00  | 0,45  |
|                         | Coligação Democrática Unitária        | 1 039  | 7,00 / 100,00   | 0,83  |
|                         | Bloco de Esquerda                     | 885    | 5,96 / 100,00   | 5,02  |
|                         | Partido pelos Animais e pela Natureza | 175    | 1,18 / 100,00   | Novo  |
|                         | PCTP/MRPP                             | 161    | 1,08 / 100,00   | 0,35  |
|                         | Outros                                | 307    | 2,05 / 100,00   |       |
| Votos Inválidos         | Votos Inválidos                       | 717    | 4,83 / 100,00   | 1,39  |
| Total                   | Total                                 | 14 841 | 100,00 / 100,00 |       |
| Eleitorado/Participação | Eleitorado/Participação               | 22 753 | 65,23 / 100,00  | 1,62  |

#### Jovim
| Partido                 | Partido                        | Votos | %               | +/-  |
| ----------------------- | ------------------------------ | ----- | --------------- | ---- |
|                         | Partido Social Democrata       | 1 366 | 37,49 / 100,00  | 9,72 |
|                         | Partido Socialista             | 1 264 | 34,69 / 100,00  | 7,30 |
|                         | CDS – Partido Popular          | 264   | 7,24 / 100,00   | 0,15 |
|                         | Coligação Democrática Unitária | 249   | 6,83 / 100,00   | 0,07 |
|                         | Bloco de Esquerda              | 200   | 5,49 / 100,00   | 4,03 |
|                         | Outros                         | 153   | 4,19 / 100,00   |      |
| Votos Inválidos         | Votos Inválidos                | 148   | 4,06 / 100,00   | 0,30 |
| Total                   | Total                          | 3 644 | 100,00 / 100,00 |      |
| Eleitorado/Participação | Eleitorado/Participação        | 6 051 | 60,22 / 100,00  | 3,10 |

#### Lomba
| Partido                 | Partido                        | Votos | %               | +/-  |
| ----------------------- | ------------------------------ | ----- | --------------- | ---- |
|                         | Partido Socialista             | 286   | 37,14 / 100,00  | 4,17 |
|                         | Partido Social Democrata       | 283   | 36,75 / 100,00  | 8,88 |
|                         | CDS – Partido Popular          | 51    | 6,62 / 100,00   | 3,00 |
|                         | Coligação Democrática Unitária | 38    | 4,94 / 100,00   | 0,31 |
|                         | Bloco de Esquerda              | 38    | 4,94 / 100,00   | 4,46 |
|                         | PCTP/MRPP                      | 18    | 2,34 / 100,00   | 1,57 |
|                         | Outros                         | 29    | 3,77 / 100,00   |      |
| Votos Inválidos         | Votos Inválidos                | 27    | 3,51 / 100,00   | 0,45 |
| Total                   | Total                          | 770   | 100,00 / 100,00 |      |
| Eleitorado/Participação | Eleitorado/Participação        | 1 515 | 50,83 / 100,00  | 7,94 |

#### Medas
| Partido                 | Partido                               | Votos | %               | +/-   |
| ----------------------- | ------------------------------------- | ----- | --------------- | ----- |
|                         | Partido Socialista                    | 524   | 39,67 / 100,00  | 10,32 |
|                         | Partido Social Democrata              | 459   | 34,75 / 100,00  | 7,62  |
|                         | Coligação Democrática Unitária        | 105   | 7,95 / 100,00   | 1,82  |
|                         | CDS – Partido Popular                 | 82    | 6,21 / 100,00   | 0,76  |
|                         | Bloco de Esquerda                     | 41    | 3,10 / 100,00   | 3,85  |
|                         | PCTP/MRPP                             | 22    | 1,67 / 100,00   | 0,85  |
|                         | Partido pelos Animais e pela Natureza | 15    | 1,14 / 100,00   | Novo  |
|                         | Outros                                | 24    | 1,82 / 100,00   |       |
| Votos Inválidos         | Votos Inválidos                       | 49    | 3,71 / 100,00   | 0,17  |
| Total                   | Total                                 | 1 321 | 100,00 / 100,00 |       |
| Eleitorado/Participação | Eleitorado/Participação               | 1 918 | 68,87 / 100,00  | 5,26  |

#### Melres
| Partido                 | Partido                        | Votos | %               | +/-  |
| ----------------------- | ------------------------------ | ----- | --------------- | ---- |
|                         | Partido Socialista             | 823   | 39,49 / 100,00  | 6,26 |
|                         | Partido Social Democrata       | 701   | 33,64 / 100,00  | 7,62 |
|                         | CDS – Partido Popular          | 174   | 8,35 / 100,00   | 0,78 |
|                         | Coligação Democrática Unitária | 125   | 6,00 / 100,00   | 0,42 |
|                         | Bloco de Esquerda              | 67    | 3,21 / 100,00   | 5,24 |
|                         | PCTP/MRPP                      | 24    | 1,15 / 100,00   | 0,18 |
|                         | Outros                         | 66    | 3,16 / 100,00   |      |
| Votos Inválidos         | Votos Inválidos                | 104   | 5,00 / 100,00   | 1,15 |
| Total                   | Total                          | 2 084 | 100,00 / 100,00 |      |
| Eleitorado/Participação | Eleitorado/Participação        | 3 231 | 64,50 / 100,00  | 5,82 |

#### Rio Tinto
| Partido                 | Partido                               | Votos  | %               | +/-  |
| ----------------------- | ------------------------------------- | ------ | --------------- | ---- |
|                         | Partido Social Democrata              | 9 657  | 35,93 / 100,00  | 9,87 |
|                         | Partido Socialista                    | 8 385  | 31,20 / 100,00  | 9,22 |
|                         | CDS – Partido Popular                 | 2 486  | 9,25 / 100,00   | 0,80 |
|                         | Coligação Democrática Unitária        | 2 396  | 8,91 / 100,00   | 0,94 |
|                         | Bloco de Esquerda                     | 1 782  | 6,63 / 100,00   | 5,39 |
|                         | Partido pelos Animais e pela Natureza | 323    | 1,20 / 100,00   | Novo |
|                         | PCTP/MRPP                             | 290    | 1,08 / 100,00   | 0,30 |
|                         | Outros                                | 489    | 1,83 / 100,00   |      |
| Votos Inválidos         | Votos Inválidos                       | 1 069  | 3,97 / 100,00   | 1,14 |
| Total                   | Total                                 | 26 877 | 100,00 / 100,00 |      |
| Eleitorado/Participação | Eleitorado/Participação               | 42 480 | 63,27 / 100,00  | 2,21 |

#### São Pedro da Cova
| Partido                 | Partido                        | Votos  | %               | +/-  |
| ----------------------- | ------------------------------ | ------ | --------------- | ---- |
|                         | Partido Socialista             | 2 877  | 35,16 / 100,00  | 7,18 |
|                         | Partido Social Democrata       | 2 124  | 25,96 / 100,00  | 8,79 |
|                         | Coligação Democrática Unitária | 1 557  | 19,03 / 100,00  | 1,45 |
|                         | CDS – Partido Popular          | 539    | 6,59 / 100,00   | 0,38 |
|                         | Bloco de Esquerda              | 408    | 4,99 / 100,00   | 3,96 |
|                         | PCTP/MRPP                      | 151    | 1,85 / 100,00   | 0,32 |
|                         | Outros                         | 199    | 2,44 / 100,00   |      |
| Votos Inválidos         | Votos Inválidos                | 327    | 4,00 / 100,00   | 0,92 |
| Total                   | Total                          | 8 182  | 100,00 / 100,00 |      |
| Eleitorado/Participação | Eleitorado/Participação        | 14 831 | 55,17 / 100,00  | 2,73 |

#### Valbom
| Partido                 | Partido                               | Votos  | %               | +/-  |
| ----------------------- | ------------------------------------- | ------ | --------------- | ---- |
|                         | Partido Socialista                    | 2 850  | 34,32 / 100,00  | 9,47 |
|                         | Partido Social Democrata              | 2 593  | 31,23 / 100,00  | 9,47 |
|                         | Coligação Democrática Unitária        | 853    | 10,27 / 100,00  | 0,14 |
|                         | CDS – Partido Popular                 | 673    | 8,11 / 100,00   | 0,91 |
|                         | Bloco de Esquerda                     | 579    | 6,97 / 100,00   | 4,43 |
|                         | PCTP/MRPP                             | 128    | 1,54 / 100,00   | 0,61 |
|                         | Partido pelos Animais e pela Natureza | 93     | 1,12 / 100,00   | Novo |
|                         | Outros                                | 165    | 1,98 / 100,00   |      |
| Votos Inválidos         | Votos Inválidos                       | 369    | 4,44 / 100,00   | 1,24 |
| Total                   | Total                                 | 8 303  | 100,00 / 100,00 |      |
| Eleitorado/Participação | Eleitorado/Participação               | 12 681 | 65,48 / 100,00  | 2,16 |